# Skördekarlarnas krig
Skördekarlarnas krig (katalanska: Guerra dels segadors, även känt som Skördefolkets krig) var ett uppror i Katalonien mot Spanien åren 1640–1652. Det var en följd av Spaniens centralisering av politik och ekonomi under tidigt 1600-tal och utlöstes av att Kastilien under trettioåriga kriget förlade trupper i Katalonien. Under det katalanska upproret agerade Frankrike tidvis som allierad till de upproriska.
Under kriget utropades en katalansk republik i den självstyrande spanska regionen Katalonien. Vid upprorets inledning 1640 skedde samtidigt uppror i det då spanskkontrollerade Portugal. De samtidiga upproren mot spanskt styre i två motsatta hörn av Iberiska halvön, liksom konflikten med Frankrike, innebar att det portugisiska upproret lyckades och att Portugal efter 60 år som del av Spanien kunde återupprätta sin status som självständigt land.
1652, fyra år efter trettioåriga krigets avslutande, kunde den kastilianska centralmakten i Spanien återta kontrollen över Katalonien. Den viktigaste följden av kriget var att den spanska (och nordkatalanska) provinsen Roussillon överfördes till Frankrike, som redan i början av kriget tagit kontroll över detta gränsområde.

## Historik

### Bakgrund
Under Ferdinand den katolske införlivades Katalonien – då en självstyrande del under den Aragonska kronan – med det övriga Spanien. Man behöll dock sin ursprungliga, fria författning, och sina egna riksständer – Les Corts Catalanes. I gengäld var man länge utestängd från handel och utnyttjande av de nyinrättade kolonierna i spanska Amerika, vilket ledde till en långvarig ekonomisk nedgång för regionen.

### Krigsförloppet
Under det trettioåriga kriget utbröt en konflikt mellan Spanien och Katalonien. Detta var till följd av att spanska trupper var stationerade i Katalonien under kriget mellan Spanien och Frankrike, ett krig som inletts 1635. Konflikten i Katalonien bröt ut på allvar på ”Kristi kropps och blods högtid” i maj 1640. Den pågick 1640–1652 och fick namnet skördekarlarnas krig (katalanska: Guerra dels segadors; se även "Els segadors"), eftersom de katalanska trupperna huvudsakligen bestod av bönder och revolten inleddes av missnöjda lantarbetare. Det var missnöjet med centralmaktens krigspolitik och centraliseringsförsök som var upprinnelsen till konflikten.
Spaniens "katalanska konflikt" från 1640 var en av orsakerna till att Portugals revolt i den andra ändan av halvön blev verklighet. Den tändande gnistan för det portugisiska upproret hade varit oviljan att ta till vapen för Spanien i kriget mot utbrytarna i Katalonien. De samtidiga upproren i väster och öster blev den spanska centralmakten, och Portugal kunde samma år återta sin nationella självständighet efter 60 år i en ojämlik union med Spanien.
Den katalanska nationalismen, som varit relativt svag innan konflikten, växte genom krigets förtydligande av skiljelinjerna mellan regionen och Spanien i stort. Denna nationalistiska känsla skulle senare visa sig genom nya uppror 1688 och från 1705.

Karta över Katalonien 1608 – då inklusive det nordliga Rosselló.

En katalansk republik utropades i Barcelona under beskydd av den franske kungen Ludvig XIII, som av katalanerna hyllades som greve Lluís I av Barcelona. Kungen hade lovat att bistå de katalanska bönderna med franska trupper. I praktiken blev dock de upproriska en bricka i ett spel om regional kontroll mellan Spanien och Frankrike.
Spaniens reaktion blev att sända 26 000 man under ledning av Pedro Fajardo för att kväsa den katalanska revolten. Spanien återerövrade ett antal städer, men det katalanska motståndet blev bara mera hårdnackat efter de avrättningar som spanjorerna utförde i de erövrade områdena. I slaget vid Montjuïc 1641 besegrade sedan katalanerna den spanska armén.
Efter långvariga strider, där ibland spanjorerna och andra gånger de fransk-katalanska trupperna vann terräng, retirerade slutligen de franska trupperna i samband med den Westfaliska freden år 1648. Nu fick Filip IV övertaget i kampen med de katalanska bönderna. Långsamt vann spanjorerna terräng i Katalonien och gick till anfall mot Barcelona. Efter tolv månaders belägring fick Barcelona år 1652 ge upp. 

### Efterspel
Freden efter kriget kom sedan att slutas i samband med den pyreneiska freden år 1659. Spanien avträdde den nordligaste delen av regionen (i dag ofta benämnd Nordkatalonien) till Frankrike. Den nya franska provinsen fick namnet Roussillon. Detta var en av många delar i den franska expansionspolitik som under och efter 1600-talet innebar att även Tysk-romerska riket och stater i norra Italien förlorade territorium till Frankrike.
I övrigt bekräftades Spaniens överhöghet över Katalonien. Missnöjet med det spanska styret kom ett halvsekel senare åter upp i dagen i samband med spanska tronföljdskriget, vilket slutade med att Spanien helt avskaffade regionens självstyre och knöt landsändan än hårdare till centralmakten i Madrid.